# Palaiargia humida
Palaiargia humida – gatunek ważki z rodziny pióronogowatych (Platycnemididae). Endemit Papui-Nowej Gwinei; znany z mniej niż 10 stwierdzeń, wszystkie miały miejsce na półwyspie Huon w północno-wschodniej części Nowej Gwinei.